# 屈克
屈克（法語：Cucq，法語發音：[kyk]）是法国上法蘭西大區加来海峡省的一个市镇，属于蒙特勒伊区。

## 地理
屈克（50°29'13"N, 1°37'28"E）面积13.16 平方千米，位于法国上法蘭西大區加来海峡省，该省份为法国北部沿海省份，西北濒北海，南至索姆省，东临北部省。
与屈克接壤的市镇（或旧市镇、城区）包括：勒图凯-巴黎普拉日、梅利蒙、圣若斯、埃塔普勒。

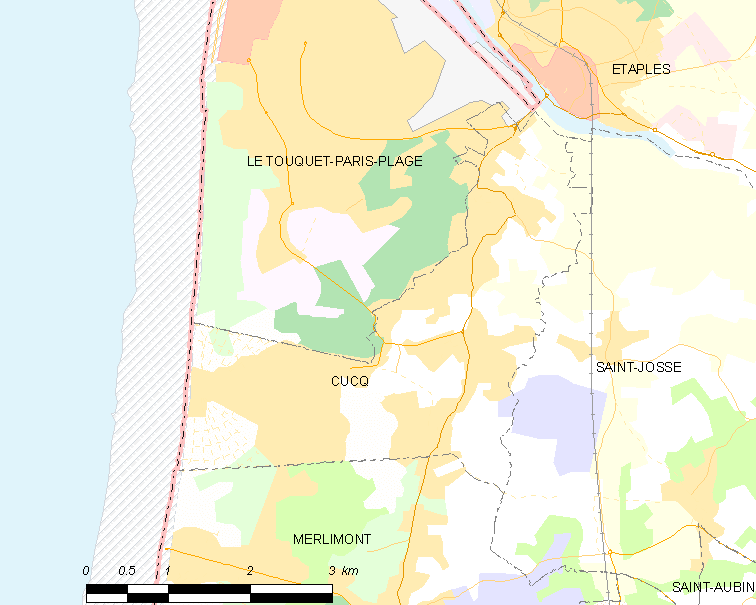
屈克的OSM定位图

屈克的时区为UTC+01:00、UTC+02:00（夏令时）。

## 行政
屈克的邮政编码为62780，INSEE市镇编码为62261。

## 政治
屈克所属的省级选区为埃塔普勒县。

## 人口

1962-2008年间屈克人口变化图示

屈克于2022年1月1日时的人口数量为5165人。